# NGC 1686
NGC 1686 è una galassia a spirale vista di taglio e situata nella costellazione dell'Eridano, a una distanza di circa 273 milioni di anni luce dalla nostra Via Lattea.

## Scoperta
La galassia è stata scoperta il 26 dicembre 1885 dall'astronomo statunitense Francis Leavenworth.

## Descrizione
NGC 1686 ha una classe di luminosità II-III e presenta una larga riga a 21 cm dell'idrogeno neutro.